# Lubuk Nipis
Lubuk Nipis is een bestuurslaag in het regentschap Muara Enim van de provincie Zuid-Sumatra, Indonesië. Lubuk Nipis telt 2149 inwoners (volkstelling 2010).